# Luigi Nardo
Luigi Nardo (Padova, 1928 – Padova, 26 agosto 2012) è stato uno scrittore e pubblicista italiano.

## Biografia
Dopo una lunga carriera come insegnante, ha potuto dedicare una quantità di tempo sempre maggiore alla produzione culturale, orientata principalmente allo studio delle tradizioni venete.
Nel 1983, è stato tra i fondatori del periodico Quatro Ciacoe (in veneto: "Quattro Chiacchiere").
È del 1987 la pubblicazione del suo primo libro, E règoe del zogo ("Le regole del gioco"), che raccoglie una serie di articoli, comparsi in precedenza sul quotidiano Il Mattino di Padova.
Nel 2009 ha licenziato alle stampe quella che rimane probabilmente la sua opera più ambiziosa, frutto di un lavoro durato più di vent'anni, il Dizionario italiano-veneto, che in sostanza è la traduzione in veneto del Dizionario Zanichelli.

## Premi e onorificenze
Nel 1998 è stato nominato Padovano eccellente e nel 1993 ha vinto il premio Ulivo d'Oro di Nanto.

## Opere principali
- 1990: Dizionarietto Portellato - Padova, Panda (seconda edizione nel 1993)
- 1990: Sette secoli di storia della chiesa detta "dealla Beata Elena" (Quaderni Portellati)
- 1992: A ciascuno il suo. Duemila epiteti veneti - Padova, Panda
- 1993: Adio bisi! - Montemerlo, Venilia
- 1994: Bote da orbi. Catalogo ragionato delle botte venete - Montemerlo, Venilia
- 1994: E règoe del zogo, Venilia
- 1995: Basta ea salute - Montemerlo, Venilia
- 1997: Un borgo chiamato Portello - Padova, Zielo
- 1998: Ma quando penso a Padova , Venilia
- 2001: El Padovan. Dizionario del padovano cittadino - Padova, Zielo
- 2001: Me compare Giacometo, Venilia
- 2001: Gramatica veneta problematica - Padova, Scantabauchi
- 2004: Parole venete (Quaderni Portellati)
- 2009: Dizionario italiano-veneto — A sercar parole - Padova, Editoriale Programma ISBN 9788871231631